# Донченко, Николай Александрович
Николай Александрович Донченко (30 марта 1964 года — 17 октября 2023 года) — российский ветеринар, специалист в области ветеринарной эпизоотологии, микробиологии, фармакологии и биотехнологии, член-корреспондент РАН (2019).

## Биография
Сын советского и российского ветеринара, академика РАН А. С. Донченко.
В 1986 году окончил Новосибирский сельскохозяйственный институт (ветеринарый факультет).
С 2013 года — директор Института экспериментальной ветеринарии Сибири и Дальнего Востока.
Научный руководитель Сибирского федерального научного центра агробиотехнологий Российской академии наук.
Умер 17 октября 2023 года в Новосибирске.